# 特拉克图堑沟群
特拉克图斯堑沟群（Tractus Fossae）是火星塔尔西斯区分布于北纬26度、西经101.4度范围的一系列槽沟，它们长约390公里（240英里），名称取自一处火星古典反照率特征。
在使用与火星相关的地理术语时，“堑沟群”（fossae）一词用于表示大型槽沟。槽沟有时也称为地堑，当地壳拉伸至断裂时，会形成两个断裂块，中间部分向下沉陷，沿两侧留下陡峭的悬崖；当拉伸过程中地面塌陷到空腔中时，往往会形成一排陷坑。
 
- 火星全球探勘者号拍摄的由断层导致的特拉克图斯堑沟群里的槽沟和由地面坍塌到断层中所产生的陷坑链。
- 高分辨率成像科学设备显示的特拉克图斯堑沟群中的环形陷坑，比例尺有1000米长。

## 另请查看
- 堑沟
- 火星地质
- 高分辨率成像科学设备